# Guibéroua
Guibéroua è una città, sottoprefettura e comune della Costa d'Avorio, situata nel dipartimento di Gagnoa. Conta una popolazione di 64 284 abitanti (censimento 2014).